# Guessabo
Guessabo est une ville située à l'ouest de la Côte d'Ivoire, et appartenant au département de Zoukougbeu, dans la Région du Haut-Sassandra. La localité de Guessabo est un chef-lieu de commune et de sous-préfecture .

## Personnalités liées à la commune
- Jean-Michel Guédé (1965-), footballeur international.